# Spiridon Ivanovič Putin
Spiridon Ivanovič Putin (ruský: Спиридон Иванович Путин; 19. prosince 1879 – 8.  března nebo 19. prosince 1965) byl ruský kuchař, který pracoval jako osobní šéfkuchař Vladimira Lenina a vařil také pro Josifa Stalina. Byl to dědeček z otcovy strany Vladimira Putina, prezidenta Ruska.